# Ulica Stanisława Moniuszki w Leżajsku
Ulica Stanisława Moniuszki w Leżajsku – główna ulica leżajskiej dzielnicy Gillershof.
Ulica tak jak i cały Gillershof, była kiedyś odrębną niemiecką osadą założoną w związku z józefińską akcją kolonizacyjną w 1787 roku i zamieszkaną przez katolików i ewangelików. Do 1935 roku jako mała wieś należała do gminy zbiorowej i parafii Giedlarowa. 14 kwietnia 1935 roku mieszkańcy wysłali petycję do Ministerstwa Spraw Wewnętrznych o przyłączenie do Leżajska. Dwa miesiące później wieś Gillershof została przyłączona do miasta Leżajska i najpierw nosiła nazwę ulicy ks. Skorupki, a potem ulicy Moniuszki. Stoją tu jeszcze domy i budynki gospodarcze oraz spichlerze z XIX wieku (na jednym z nich widnieje napis 1867), natomiast nie ma już kościoła protestanckiego.